# Група вулканів Урана
Група вулканів Урана — це група із трьох згаслих Вулканів на планеті Марс, розташованих у вулканічній провінції Тарсис. Координати центру — 25° пн. ш. 267° сх. д. / 25° пн. ш. 267° сх. д.. Всі три вулкани сформувались на базальтовому щиті. Вулкани групи Урана були активні протягом короткого періоду часу (від 10 000 до 100 000 років), і є старшими за основні вулкани провінції Тарсис.
В регіоні Тарсис сконцентрована велика кількість згаслих вулканів. Один з них — згаслий вулкан Olympus Mons (гора Олімп), висота якого сягає приблизно 26.2 км, є найвищою планетною горою та найвищим вулканом серед усіх відомих у Сонячній системі.
| Назва               | Діаметр   | Висота  | Координати                                                  |
| ------------------- | --------- | ------- | ----------------------------------------------------------- |
| Гора Урана          | 265,17 км | 6,500 м | 26°54′ пн. ш. 267°51′ сх. д. / 26.90° пн. ш. 267.85° сх. д. |
| Керавнійський купол | 130 км    | 8,250 м | 24°15′ пн. ш. 262°45′ сх. д. / 24.25° пн. ш. 262.75° сх. д. |
| Купол Урана         | 61,4 км   | 4,500 м | 26°06′ пн. ш. 262°18′ сх. д. / 26.1° пн. ш. 262.3° сх. д.   |

## Галерея
|                                                                                     |
| Карта провінції Тарсис, група вулканів Урана розташована в правому верхньому кутку. |

| |
| Купол Урана (вгорі) та Керавнійський купол (внизу). Знімок виконаний космічним апаратом Mars Global Surveyor у березні 2002 року.. |